# 개인 패키지 저장소
PPA(개인 패키지 저장소, Personal Package Archive)는 런치패드에서 제공하는 우분투의 공식 패키지 저장소에 없는 서드파티 소프트웨어를 위한 개인용 소프트웨어 패키지 저장소이다. 단순히 소프트웨어의 패키지를 저장하는 것뿐만이 아닌 해당 소프트웨어의 업데이트 기능도 제공한다.
각 PPA는 2GiB(기비바이트)의 용량을 할당 받는다.

## 사용 예
다음은 우분투 환경에서 최신 파이어폭스 안정 버전을 다운로드 및 설치하는데 활용되는 PPA를 보여준다.
> sudo add-apt-repository ppa:ubuntu-mozilla-security/ppa
> sudo add-apt update
> sudo add-apt upgrade